# Brienomyrus
Genre
Brienomyrus est un genre de poissons d'eau douce ou saumâtre africains de la famille des Mormyridae.

## Liste des espèces
Selon World Register of Marine Species (20 novembre 2023) :
- Brienomyrus adustus (Fowler, 1936)
- Brienomyrus brachyistius (Gill, 1862)
- Brienomyrus longianalis (Boulenger, 1901)

## Classification
Le nom valide complet (avec auteur) de ce taxon est Brienomyrus Taverne (d), 1971.

## Étymologie
Le nom générique, Brienomyrus , a été donné en l'honneur du zoologiste et politicien Paul Brien (1894-1975), professeur émérite de l'université libre de Bruxelles, suivi du suffixe –myrus, propre aux genres de poissons-éléphants, abréviation de Mormyrus, le genre type de la famille des Mormyridae

## Publication originale
- Louis Taverne, « Note sur la systématique des poissons Mormyriformes. Le problème des genres Gnathonemus Gill, Marcusenius Gill, Hippopotamyrus Pappenheim, Cyphomyrus Myers et les nouveaux genres Pollimyrus et Brienomyrus », Revue de Zoologie et de Botanique Africaines, Belgique, vol. 84, nos 1-2,‎ 30 septembre 1971, p. 99-110 (ISSN 0035-1814).